# 長崎県小学校の廃校一覧
長崎県小学校の廃校の一覧（ながさきけんしょうがっこうのはいこうのいちらん）は、長崎県の小学校の廃校の一覧。対象となるのは学制改革（1947年）以降に廃校となった小学校と分校である。なお、名称は廃校当時のもの。廃校当時に小学校の所属していた自治体が合併されて消滅している場合は現行の自治体に含める。また休校中の学校は公式には存続していることとなっているが、便宜上本項に記載する。

## 長崎市
- 長崎市立小榊小学校〈旧〉（1955年神ノ島小と統合し長崎市立小榊小学校〈新〉へ）[1]
- 長崎市立神ノ島小学校（1955年小榊小〈旧〉と統合し小榊小〈新〉へ）[1]
- 長崎市立茂木小学校宮摺分校（1962年）[2]
- 長崎市立戸石小学校牧島分校（1967年）[3]
- 長崎市立早坂小学校（1968年長崎市立愛宕小学校新設のため廃校）[4]
- 長崎市立上長崎小学校木場分校（1969年）[5]
- 長崎市立矢上小学校間之瀬分校（1970年）[6]
- 長崎市立磨屋小学校（1997年長崎市立諏訪小学校と長崎市立桜町小学校に再編し跡地に諏訪小を設置）[7]
- 長崎市立勝山小学校（同上、跡地に桜町小を設置）[7]
- 長崎市立新興善小学校（同上）[7]
- 長崎市立立神小学校（2001年小榊小〈新〉へ統合）[1]
- 長崎市立小ヶ倉小学校大山分校（2006年）[8]
- 長崎市立北大浦小学校（2007年統合により長崎市立大浦小学校へ）[9]
- 長崎市立南大浦小学校（同上）[9]
- 長崎市立浪平小学校（同上）[9]
- 長崎市立野母小学校（2010年統合により長崎市立野母崎小学校へ）[10]
- 長崎市立樺島小学校（同上）[10]
- 長崎市立脇岬小学校（同上）[10]
- 長崎市立高浜小学校（同上）[10]
- 長崎市立仁田小学校（2016年佐古小と統合し長崎市立仁田佐古小学校へ）[11]
- 長崎市立佐古小学校（2016年仁田小と統合し仁田佐古小へ）[11]
- 長崎市立高城台小学校現川分校（2016年）[12]
- 長崎市立出津小学校（2016年長崎市立黒崎東小学校〈現：長崎市立外海黒崎小学校〉へ統合）[13]
- 長崎市立尾戸小学校（2018年長崎市立長浦小学校へ統合）[14]
- 長崎市立川平小学校（2020年長崎市立西浦上小学校へ統合）[15]
- 長崎市立南小学校（2024年長崎市立茂木小学校へ統合）[16]
- 茂木町立大宮小学校（1952年千藤小と統合し南小へ）[17]
- 茂木町立千藤小学校（1952年大宮小と統合し南小へ）[17]
- 野母崎町立高浜小学校木場分校（1956年）
- 外海町立神浦小学校大野分校（1969年）[18]
- 外海町立神浦小学校扇山分校（1985年）[18]
- 琴海町立村松小学校風明分校（1971年）[注釈 1]
- 高島町立端島小学校（1974年端島炭鉱閉山のため全校生徒転出）

## 佐世保市
- 佐世保市立柚木小学校新松浦分校（1958年）[注釈 2]
- 佐世保市立琴平小学校（1994年御船小と統合し佐世保市立金比良小学校へ）[19]
- 佐世保市立御船小学校（1994年琴平小と統合し金比良小へ）[19]
- 佐世保市立光園小学校[20]（2001年[21]戸尾小と統合し佐世保市立祇園小学校へ）
- 佐世保市立戸尾小学校[20]（2001年[21]光園小と統合し祇園小へ）
- 佐世保市立柚木小学校里美分校（2003年）[22]
- 佐世保市立八幡小学校（2004年保立小と統合し佐世保市立清水小学校へ）[23]
- 佐世保市立保立小学校（2004年八幡小と統合し清水小へ）[23]
- 佐世保市立山手小学校烏帽子分校（2012年）[24]
- 佐世保市立神浦小学校（2016年佐世保市立宇久小学校へ統合）[25]
- 佐世保市立俵浦小学校（2017年佐世保市立船越小学校へ統合）[26]
- 佐世保市立庵浦小学校（同上）[26]
- 佐世保市立黒島小学校（2018年 佐世保市立黒島中学校と統合し義務教育学校の佐世保市立黒島小中学校へ）[27]
- 佐世保市立浅子小学校（2018年 佐世保市立浅子中学校と統合し義務教育学校の佐世保市立浅子小中学校へ）[27]
- 鹿町町立鹿町小学校船石分教場（1956年）
- 鹿町町立歌浦小学校〈旧〉（1971年神林小と統合し佐世保市立歌浦小学校〈当時：鹿町町立〉へ）[28]
- 鹿町町立神林小学校（1971年歌浦小〈旧〉と統合し歌浦小〈新〉へ）[28]
- 宇久町立小浜小学校（1968年神浦小へ統合）[29]
- 宇久町立寺島小学校（1972年神浦小寺島分校となり、1977年廃校）[29]
- 宇久町立宇久小学校野方分校（1973年）[注釈 3]
- 宇久町立飯良小学校（1980年神浦小へ統合）[29]

## 島原市
- 島原市立第四小学校折橋分校（1994年）[30]
- 有明町立湯江小学校久原分校（1971年）[注釈 4]

## 諫早市
- 諫早市立小野小学校小野島分校（1974年）[注釈 5]
- 諫早市立長田小学校瀬々田分校（1974年）[31]
- 諫早市立長田小学校白浜分校（1974年）[31]
- 諌早市立土師野尾小学校（1981年諫早市立小栗小学校の一部と統合し諫早市立みはる台小学校を新設）[32]
- 諫早市立小長井小学校〈初代〉（2025年統合により諫早市立小長井小学校〈2代目〉へ）[33]
- 諫早市立遠竹小学校（同上）[33]
- 諫早市立長里小学校（同上）[33]
- 高来町立小江小学校（1959年深海小と統合し諫早市立高来西小学校〈当時：高来町立〉へ）[34]
- 高来町立深海小学校（1959年小江小と統合し高来西小へ）[34]
- 小長井町立田原小学校（1970年小長井小〈初代〉へ統合）[35]
- （私立）聖母の騎士小学校（学校法人小長井聖母の騎士学園、2014年廃止）[36]

## 大村市
- 大村市立大村小学校箕島分校（1971年）[37]
- 大村市立萱瀬小学校南川内分校（1983年）[38]
- 長崎大学学芸学部附属小学校（1954年 長崎市への移転のため）[37]

## 平戸市
- 平戸市立紐差小学校大川原分校（1958年木ヶ津分校と統合し大川原小へ）[39]
- 平戸市立紐差小学校木ヶ津分校（1958年大川原分校と統合し大川原小へ）[39]
- 平戸市立中津良小学校堤分校（1962年）[40]
- 平戸市立中津良小学校猪渡谷分校（1980年）[40]
- 平戸市立獅子小学校春日分校（1982年）[41]
- 平戸市立根獅子小学校飯良分校（1994年）[42]
- 平戸市立野子小学校高島分校（2003年休校、2010年廃校）[43]
- 平戸市立中野小学校古江分校（2004年）[44]
- 平戸市立中野小学校主師分校（2006年）[44]
- 平戸市立獅子小学校（2010年平戸市立紐差小学校へ統合）[41]
- 平戸市立志々伎小学校早福分校（2011年平戸市立津吉小学校へ統合）[45]
- 平戸市立宝亀小学校（2011年紐差小へ統合）[39]
- 平戸市立大川原小学校（同上）[39]
- 平戸市立中津良小学校（2018年津吉小へ統合）[45]
- 平戸市立堤小学校（同上）[45]
- 生月町立生月小学校御崎分校（1991年）[46]

## 松浦市
- 松浦市立上志佐小学校高野分校（1956年松浦市立志佐小学校へ統合）[47]
- 松浦市立飛島小学校（2000年松浦市立今福小学校飛島分校となり、2005年廃校[48]）
- 松浦市立鷹島小学校黒島分校（2000年休校、2009年廃校[48]）
- 松浦市立田代小学校（2014年松浦市立御厨小学校へ統合）[49]
- 松浦市立大崎小学校（同上）[49]
- 松浦市立福島小学校（2016年養源小と統合し松浦市立福島養源小学校へ）[50]
- 松浦市立養源小学校（2016年福島小と統合し福島養源小へ）[50]
- 福島町立福島小学校喜内瀬分校（1960年）
- 鷹島村立鷹島小学校三里分校（1974年）
- 鷹島町立鷹島小学校阿翁分校（1997年）[48]

## 対馬市
- 対馬市立鴨居瀬小学校（2004年対馬市立美津島北部小学校へ統合）[51]
- 対馬市立久田小学校内山分校（2007年）[52]
- 対馬市立豆酘小学校瀬分校（2008年）[52]
- 対馬市立内院小学校（2008年対馬市立久田小学校内院分校となり、2013年廃校[52]）
- 対馬市立久原小学校（2012年対馬市立西小学校へ統合）[53]
- 対馬市立久和小学校（2013年[52]）
- 対馬市立佐護小学校（2013年対馬市立佐須奈小学校へ統合）[54]
- 対馬市立南陽小学校（2014年対馬市立東小学校へ統合）[55]
- 対馬市立塩浦小学校（2015年対馬市立豊玉小学校へ統合）[56]
- 対馬市立阿連小学校（2016年対馬市立金田小学校へ統合）[57]
- 対馬市立大調小学校（2018年金田小へ統合）[27]
- 対馬市立小綱小学校（2021年豊玉小へ統合）[58]
- 対馬市立南小学校（2022年[59]豊玉小へ統合）[60]
- 対馬市立乙宮小学校（2023年豊玉小へ統合）[61]
- 対馬市立豊小学校（2024年比田勝小へ統合）[62]
- 厳原町立和内小学校（1961年久和小と内院小に分離）
- 厳原町立久田小学校尾浦分校（1973年）
- 厳原町立久田小学校安神分校（1974年）
- 厳原町立金田小学校日掛分校（1975年）
- 厳原町立浅藻小学校（2000年[52]豆酘小へ統合）
- 上対馬町立浜玖須小学校（1968年対馬市立比田勝小学校〈当時：上対馬町立〉へ統合）[注釈 6]
- 上対馬町立舟志小学校五根緒分校（1971年）
- 上対馬町立比田勝小学校津和分校（1976年）
- 上対馬町立舟志小学校（1988年[52]）
- 上対馬町立琴小学校（1993年[52]）
- 上対馬町立一重小学校（1993年[52]）
- 上対馬町立小鹿小学校（1993年[52]）
- 豊玉村立加藤小学校（1971年唐洲小と統合し南小へ）[60]
- 豊玉村立唐洲小学校（1971年加藤小と統合し南小へ）[60]
- 豊玉村立嵯峨小学校（1974年統合により豊玉小へ）[注釈 7]
- 豊玉村立鈴江小学校（同上）
- 豊玉村立仁位小学校（同上）
- 美津島町立竹敷小学校昼ヶ浦分校（1969年対馬市立鶏鳴小学校〈当時：美津島町立〉へ統合）[注釈 8]
- 美津島町立鴨居瀬小学校赤島分校（1973年）
- 美津島町立竹敷小学校（1977年鶏鳴小へ統合）
- 美津島町立浦浜小学校（1980年統合により美津島町立北部小学校〈現：美津島北部小〉へ）[51]
- 美津島町立内海小学校（同上）[51]
- 美津島町立養和小学校（同上）[51]
- 美津島町立大船越小学校緒方分校（1995年）[52]
- 美津島町立今里小学校吹崎分校（2002年）[52]
- 峰町立吉田小学校（1978年三根小へ統合）
- 峰町立三根小学校津柳分校（1978年）
- 峰町立三根小学校（1983年木坂小と統合し西小へ）[63]
- 峰町立木坂小学校（1983年三根小と統合し西小へ）[63]
- 峰町立志多賀小学校（2003年[52]）
- 峰町立櫛小学校（1992年[52]）
- 豊玉町立塩戸小学校（1984年塩浜小と統合し塩浦小へ）
- 豊玉町立塩浜小学校（1984年塩戸小と統合し塩浦小へ）
- 上県町立伊奈小学校（2002年[52]対馬市立仁田小学校〈当時：上県町立〉へ統合）[64]

## 壱岐市
- 壱岐市立三島小学校原島分校（2015年）[65]
- 壱岐市立三島小学校長島分校（2015年）[65]

## 五島市
- 五島市立戸岐小学校半泊分校（2002年休校、2006年廃校[66]）
- 五島市立戸岐小学校（2006年[66]）
- 五島市立船廻小学校（2007年[66]）
- 五島市立岳小学校（2009年[66]）
- 五島市立蕨小学校（2009年[66]）
- 五島市立岐宿小学校〈旧〉（2017年統合により五島市立岐宿小学校〈新〉へ）[67]
- 五島市立川原小学校（同上）[67]
- 五島市立山内小学校（同上）[67]
- 五島市立椛島小学校（2017年休校、2018年五島市立福江小学校椛島分校となる[68]）[注釈 9]
- 五島市立浜窄小学校（2019年五島市立三井楽小学校へ統合）[69]
- 五島市立玉之浦小学校（2019年平成小、玉之浦中と統合し五島市立玉之浦小中学校へ）[70]
- 五島市立平成小学校（2019年玉之浦小、玉之浦中と統合し玉之浦小中へ）[70]
- 五島市立崎山小学校（2024年五島市立福江小学校へ統合）[71]
- 五島市立大浜小学校（2024年五島市立本山小学校へ統合）[72]
- 五島市立嵯峨島小学校（2024年休校）[73]
- 岐宿町立岐宿小学校姫島分校（1967年休校、1969年廃校）[74][注釈 10]
- 岐宿町立旭小学校（1984年岐宿小旭分校となり、1986年休校、2011年廃校[75]）
- 福江市立福江小学校篭渕分校（1956年）
- 福江市立本山小学校雨通宿分校（1984年休校、2011年廃校[66]）
- 福江市立久賀小学校細石流分校（1984年休校、2011年廃校[66]）
- 福江市立赤島小学校（1966年福江市立福江小学校赤島分校となり、1973年廃校）
- 福江市立長手小学校（1970年崎山小へ統合）[76]
- 福江市立本窯小学校（1974年伊福貴小と統合し椛島小へ）
- 福江市立伊福貴小学校（1974年本窯小と統合し椛島小へ）
- 福江市立田ノ浦小学校（1987年久賀小へ統合）
- 福江市立黄島小学校（2000年福江市立福江小学校黄島分校として休校、2011年廃校[66]）
- 奈留町立船廻小学校葛島分校（1973年）[77]
- 奈留町立江上小学校（1998年[66]）
- 富江町立富江小学校黒島分校（1979年休校、1997年廃校[78]）
- 富江町立富江小学校繁敷分校（1983年）
- 富江町立長峰小学校（1990年[66]）
- 富江町立田尾小学校（2000年富江小田尾分校となり、2001年休校、2011年廃校[66]）
- 富江町立富江小学校山崎分校（2002年[66]）
- 富江町立富江小学校岳分校（2002年[66]）
- 玉之浦町立東小学校（1990年統合により平成小へ）[79]
- 玉之浦町立大宝小学校（同上）[79]
- 玉之浦町立七岳小学校（同上）[79]

## 西海市
- 西海市立瀬戸小学校（2013年統合により西海市立大瀬戸小学校へ）[80]
- 西海市立松島小学校（同上）[80]
- 西海市立多以良小学校（同上）[80]
- 西海市立雪浦小学校幸物分校（同上）[80]
- 西海市立西海西小学校（2016年西海南小と統合し西海市立西海小学校へ）[81]
- 西海市立西海南小学校（2016年西海西小と統合し西海小へ）[81]
- 西海市立亀岳小学校（2018年白似田小と統合し西海市立ときわ台小学校へ）[82]
- 西海市立白似田小学校（2018年亀岳小と統合しときわ台小へ）[82]
- 西海市立大島東小学校（2022年大島西小・崎戸小と統合し西海市立大崎小学校へ）[83]
- 西海市立大島西小学校（2022年大島東小・崎戸小と統合し大崎小へ）[83]
- 西海市立崎戸小学校〈2代目〉（2022年大島東小・大島西小と統合し大崎小へ）[83]
- 西海村立瀬川小学校横瀬分校（1958年10月1日他1分校と統合し西海村立北小学校〈現：西海市立西海北小学校〉として独立）[84]
- 西海町立七釜小学校中浦分校（1967年）
- 西海町立面高小学校（1978年西海村立瀬川小学校〈現：西海市立西海東小学校〉へ統合）[84][注釈 11]
- 崎戸町立崎戸小学校〈初代〉（1968年統合により崎戸小〈2代目〉へ）[85]
- 崎戸町立蠣浦小学校（同上）[85]
- 崎戸町立昭和小学校（同上）[85]
- 崎戸町立浅浦小学校（同上）[85]
- 大瀬戸町立雪浦小学校開拓分校（1976年）[86]
- 大島町立大島西小学校本郷分校（1963年）[87]
- 大島町立大島西小学校太田尾分校（1971年）[87]
- 大島町立大島第三小学校（1994年）[88]

## 雲仙市
- 雲仙市立木指小学校小田山分校（2007年）[89]
- 雲仙市立木指小学校（2018年雲仙市立小浜小学校へ統合）[90]
- 雲仙市立富津小学校（2019年小浜小へ統合）[91]
- 雲仙市立雲仙小学校（2020年）[92]
- 雲仙市立岩戸小学校（2025年雲仙市立西郷小学校へ統合）[93]
- 吾妻村立鶴田小学校芝口分校（1957年）
- 千々石町立第二小学校岳分校（1966年）[94]
- 千々石町立第一小学校下峰分校（1969年）[注釈 12]
- 国見町立多比良小学校金山分校（1968年）[注釈 13]
- 小浜町立小浜小学校北野分校（1969年）[注釈 14]
- 小浜町立富津小学校木津分校（1971年）
- 小浜町立北串小学校金浜分校（1974年）[注釈 15]
- 南串山町立第一小学校諏訪の池分校（2000年休校、2012年廃校[95]）

## 南島原市
- 南島原市立長野小学校塔ノ坂分校（2013年）[96]
- 南島原市立加津佐東小学校（2014年統合により南島原市立加津佐小学校へ）[97]
- 南島原市立津波見小学校（同上）[97]
- 南島原市立山口小学校（同上）[97]
- 南島原市立堂崎小学校木場分校（2014年）[98]
- 南島原市立吉川小学校（2015年南島原市立南有馬小学校へ統合）[99]
- 南島原市立白木野小学校（同上）[99]
- 南島原市立古園小学校（同上）[99]
- 南島原市立梅谷小学校（同上）[99]
- 南島原市立西有家小学校〈旧〉（2016年統合により南島原市立西有家小学校〈新〉へ）[100]
- 南島原市立龍石小学校（同上）[100]
- 南島原市立慈恩寺小学校（同上）[100]
- 南島原市立長野小学校（同上）[100]
- 南島原市立見岳小学校（同上）[100]
- 南島原市立布津小学校第一分校（2016年）[101]
- 南島原市立布津小学校第二分校（2016年）[101]
- 南島原市立有家小学校〈旧〉（2021年統合により南島原市立有家小学校〈新〉へ）[102]
- 南島原市立新切小学校（同上）[102]
- 南島原市立蒲河小学校（同上）[102]
- 加津佐町立加津佐小学校〈初代〉（1976年宮原小と統合し加津佐東小へ）[98]
- 加津佐町立宮原小学校（1976年加津佐小〈初代〉と統合し加津佐東小へ）[98]
- 北有馬町立折木小学校（1982年北有馬小へ統合）
- 北有馬町立北有馬小学校[103]（2004年統合により南島原市立有馬小学校[104]〈当時：北有馬町立〉へ）
- 北有馬町立坂下小学校[103]（同上[104]）
- 北有馬町立田平小学校[103]（同上[104]）
- 北有馬町立西正寺小学校[103]（同上[104]）
- 口之津町立第一小学校（2005年統合により南島原市立口之津小学校〈当時：口之津町立〉へ）[105]
- 口之津町立第二小学校（同上）[105]
- 口之津町立第三小学校（同上）[105]
- 南有馬町立吉川小学校夏吉分校（2003年）[103]
- 深江町立小林小学校山の寺分校（2004年）[103]

## 西彼杵郡
- 長与町立長与小学校岡分校（1980年長与町立北小学校〈現：長与町立長与北小学校）設立のため廃校）[注釈 16]

## 東彼杵郡
- 川棚町立小串小学校光が丘分校（1973年長崎県立川棚養護学校〈現：長崎県立川棚特別支援学校〉設立のため廃校）[106]
- 波佐見町立南小学校村木分校（1981年）[107]
- 波佐見町立東小学校永尾分校（2015年）[108]
- 東彼杵町立音琴小学校（2016年東彼杵町立彼杵小学校へ統合）[109]
- 東彼杵町立大楠小学校（同上）[109]

## 北松浦郡
- 小値賀町立小値賀小学校舟森分校（1960年）[110]
- 小値賀町立小値賀小学校薮路木分校（1971年）[110]
- 小値賀町立小値賀小学校納島分校（1971年7月4日）[110]
- 小値賀町立野崎小学校（1982年小値賀町立小値賀小学校野崎分校となり、1985年廃校）[110]
- 小値賀町立小値賀小学校六島分校（1999年休校、2017年廃止）[111]
- 小値賀町立斑小学校（2007年小値賀町立小値賀小学校へ統合）[112]
- 佐々町立神田小学校（1968年佐々町立佐々小学校へ統合）[113]

## 南松浦郡
- 新上五島町立神之浦小学校（2009年新上五島町立東浦小学校へ統合）[114]
- 新上五島町立津和崎小学校（2009年新上五島町立北魚目小学校 へ統合）[114]
- 新上五島町立太田小学校（2011年新上五島町立有川小学校へ統合）[115]
- 新上五島町立仲知小学校（2011年北魚目小へ統合）[115]
- 新上五島町立崎浦小学校（2013年有川小へ統合）[116]
- 新上五島町立奈良尾小学校〈初代〉（2014年岩瀬浦小と統合し新上五島町立奈良尾小学校〈2代目〉へ）[117]
- 新上五島町立岩瀬浦小学校（2014年奈良尾小〈初代〉と統合し奈良尾小〈2代目〉へ）[117]
- 新上五島町立若松小学校（2014年新上五島町立若松中央小学校へ統合）[118]
- 新上五島町立浜ノ浦小学校（2021年新上五島町立青方小学校へ統合）[119]
- 新上五島町立今里小学校（2023年青方小へ統合）[120][121]
- 上五島町立浜ノ浦小学校折島分校（1966年青方小へ統合）[122]
- 上五島町立飯ノ瀬戸小学校（2003年浜ノ浦小へ統合）[123]
- 若松町立間伏小学校榊の浦分校（1966年10月27日）[124]
- 若松町立若松小学校神ノ浦分校（1971年）[124]
- 若松町立日島小学校漁生浦分校（1973年）
- 若松町立日島小学校有福分校（1977年）
- 若松町立佐尾小学校（1983年奈良尾小〈初代〉へ統合）[124]
- 若松町立間伏小学校月ノ浦分校（1984年）[124]
- 若松町立神部小学校（1997年統合により若松中央小へ）[125]
- 若松町立日島小学校（同上）[125]
- 若松町立間伏小学校（同上）[125]
- 若松町立宿ノ浦小学校（1998年上荒川小と統合し新上五島町立若松東小学校〈当時：若松町立〉へ）[126]
- 若松町立上荒川小学校（1998年宿ノ浦小と統合し若松東小へ）[126]
- 若松町立桐古小学校（2001年若松東小へ統合）[126]
- 若松町立大平小学校（2003年若松小へ統合）[124]
- 有川町立崎浦小学校頭ヶ島分校（1982年）[124]